# Ordes (járás)
Ordes egy comarca (járás) Spanyolország Galicia autonóm közösségében, A Coruña tartományban. Székhelye Ordes. Népessége 2005-ös adatok szerint 18 496 fő volt.

## Települések
A székhely neve félkövérrel szerepel.
- Cerceda
- Frades
- Mesía
- Ordes
- Oroso
- Tordoia
- Trazo